# Pardosa kronestedti
Pardosa kronestedti là một loài nhện trong họ Lycosidae.
Loài này thuộc chi Pardosa. Pardosa kronestedti được Da-xiang Song, Zhang & Zhu miêu tả năm 2002.